# Nasze najlepsze
Nasze najlepsze – pierwszy album kompilacyjny polskiej  grupy muzycznej Bracia Figo Fagot. Wydawnictwo ukazało się 29 października 2018 roku nakładem wytwórni muzycznej S.P. Records.

## Lista utworów
1. Janko Janeczko
2. Bożenka
3. Hot-dog
4. Wóda Zryje Banię
5. Pisarz Miłości
6. 3 Króli (Gościnnie: Popek)
7. Heteromagnes
8. Najebany To Do Domu
9. Gdybym Zgolił Wąs
10. Zobacz Dziwko Co Narobiłaś (Gościnnie: Sztefan Wons)
11. Polska
12. Oooooo

## Listy sprzedaży
| Lista | Kraj   | Pozycja |
| ----- | ------ | ------- |
| OLiS  | Polska | 39      |